# Angela Merkelová
Angela Merkelová, celým jménem Angela Dorothea Merkel, rozená Kasner (* 17. července 1954 Hamburk), je německá křesťanskodemokratická politička a v letech 2005 až 2021 kancléřka Spolkové republiky Německo, první žena v tomto úřadu. V médiích bývala označována jako faktická lídryně Evropské unie a časopis Forbes ji opakovaně označil za nejmocnější ženu světa. V roce 2012 kancléřku také hodnotil jako druhého nejmocnějšího člověka planety, což znamenalo historicky nejvyšší postavení ženy. Magazín Time ji v roce 2015 vyhlásil Osobností roku.
Po znovusjednocení Německa v prosinci 1990 byla zvolena poslankyní Spolkového sněmu za CDU ve volebním obvodě „Severní Přední Pomořansko, Rujána a Stralsund“, který se nachází ve spolkové zemi Meklenbursko-Přední Pomořansko. Brzo poté byla jmenována ministryní životního prostředí ve vládě kancléře Helmuta Kohla. Po jeho odstoupení z funkce předsedy CDU v roce 2000 jej nahradila. Předtím zastávala pozici generální sekretářky strany.
První vládu takzvané velké koalice CDU/CSU a SPD vedla od 22. listopadu 2005 do 28. října 2009. Po volbách do Spolkového sněmu roku 2009 se stala kancléřkou druhé vlády, tentokrát v čele koalice CDU/CSU a FDP. V září 2013 vyhrála jako volební lídryně CDU/CSU již třetí parlamentní volby se ziskem 41,5 % hlasů. Posléze vyjednala novou koalici, když se stávající koaliční partner Svobodná demokratická strana (FDP) nedostal do Spolkového sněmu. Dne 17. prosince 2013 došlo k její třetí volbě za kancléřku a jmenování vlády, podruhé utvořené se sociálnědemokratickou SPD. V podzimních volbách 2017 ztratilo společenství CDU/CSU 8,5 procentního bodu proti roku 2013, po obtížných vyjednáváních došlo k dohodě mezi CDU/CSU a SPD na vzniku velké koalice a 14. března 2018 se Merkelová stala kancléřkou již čtvrté vlády.
Na podzim 2018 oznámila, že na stranickém sjezdu v prosinci téhož roku nebude znovu kandidovat na funkci předsedkyně strany, úřad spolkové kancléřky si však podrží až do konce volebního období, tedy do roku 2021. Uvedla, že poté již ani na funkci kancléřky kandidovat nebude, nýbrž má v úmyslu zcela odejít z politického působení. Ve funkci předsedkyně CDU ji 7. prosince 2018 nahradila Annegret Krampová-Karrenbauerová.

## Život

### Původ
Angela Merkelová má po matce německé a po otci také polské kořeny. Její děd Ludwig Kazmierczak (1896–1959) se narodil v Poznani jako nemanželský syn Anny Kazmierczakové a Ludwika Wojciechowského. Anna Kazmierczaková se později provdala za Ludwika Rychlického. Ludwig Kazmierczak se cítil být Němcem a odešel do Berlína. Ve 30. letech 20. století přijal jméno Kasner.
Narodila se v červenci 1954 v Hamburku, v tehdejším Západním Německu, jako Angela Dorothea Kasner, dcera luteránského pastora Horsta Kasnera (1926–2011) a učitelky latiny a angličtiny Herlind Kasnerové (rozené Jentzsch, * 1928 v tehdy Svobodném městě Gdaňsku resp. Danzigu, † 6. dubna 2019 v Berlíně). Na podzim 1954 se rodina přestěhovala do Německé demokratické republiky, a to do Quitzowa u Perlebergu, kam byl její otec přeložen na místo evangelického faráře.
Od roku 1957 vyrůstala s dvěma mladšími sourozenci Marcusem (* 1957) a Irene (* 1964) v Templinu v okrese Ukerská marka (ve spolkové zemi Braniborsko), kde se její otec stal vedoucím církevního vzdělávacího zařízení.

### Studium
V roce 1961 začala svou školní docházku jako žákyně prvního stupně na tzv. Vyšší polytechnické škole (Polytechnische Oberschule). Začátkem sedmdesátých let vstoupila do východoněmeckého Svazu svobodné mládeže (Freie Deutsche Jugend, FDJ), který byl pod kontrolou vládnoucí Sjednocené socialistické strany Německa (SED), vyznávající komunistickou ideologii.
Merkelová hovoří plynně anglicky a dobře rusky, tedy jazyky, které byly povinnými předměty ve škole. Po maturitě s výborným prospěchem, kde se projevilo její nadprůměrné nadání pro matematiku a cizí jazyky,[zdroj⁠?!] studovala od roku 1973 fyziku na Univerzitě v Lipsku.
Odmítla spolupráci se Stasi, která jí byla – i díky smířlivému postoji jejího otce k režimu – nabídnuta po získání univerzitního diplomu v roce 1978. V její složce, kterou o ní tajná policie vedla, je zaznamenán její kritický postoj vůči komunistickému režimu a souhlas s činností polského opozičního odborového hnutí Solidarita.
Doktorát z fyziky získala roku 1986 u profesora Lutze Zülickeho prací o rychlostních konstantách při reakcích jednoduchých uhlovodíků.
Od roku 1978 do 1990 pracovala jako vědecká spolupracovnice na Institutu fyzikální chemie Akademie věd NDR v Berlíně v oboru kvantové chemie. Zde byla členkou krajského vedení FDJ a stala se sekretářkou této mládežnické organizace pro agitaci a propagandu na Akademii. Nikdy však nevstoupila do žádné ze stran politického bloku vedeného SED.

### Působení v Československé akademii věd
Některé práce pro dokončení svého doktorátu prováděla Angela Merkelová v roce 1985 také v Praze. V tamním Ústavu organické chemie a biochemie Československé akademie věd působila kvůli tomu, že tam měli počítač značky IBM, kterým nebylo vybaveno žádné vědecké pracoviště v tehdejší Německé demokratické republice, ale potřebovala výpočetní kapacity tohoto tehdy moderního přístroje pro svou práci směřující k získání doktorátu. Na počátku roku 1985 strávila v Praze půl roku a i poté se vracela při dokončování své práce. Jejími mentory se tehdy stali vedoucí její pracovní skupiny, kvantový chemik a pozdější ředitel ústavu Zdeněk Havlas a také Rudolf Zahradník. Společně s českými vědci se během svého působení v Praze podílela také na vzniku čtyř vědeckých prací. S řadou z nich navázala také přátelství a udržuje kontakt.

### Soukromý život
Angela Merkelová byla v prvním manželství provdaná za fyzika Ulricha Merkela. Toto manželství trvalo od roku 1977 do roku 1982. Po rozvodu si ponechala příjmení Merkel. Od 30. prosince 1998 je podruhé vdaná za berlínského univerzitního profesora chemie Joachima Sauera, kterého poznala již v roce 1984. Manželství zůstalo bezdětné. Profesor Sauer má však dvě děti ze svého prvního manželství.

## Politické působení

### Počátky v NDR

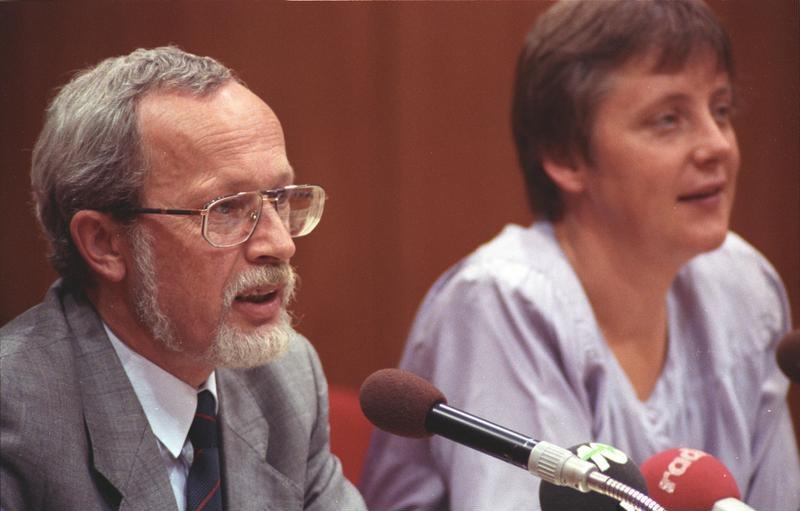
Merkelová a Lothar de Maizière v době úsilí o znovusjednocení Německa (srpen 1990)

V Německé demokratické republice se nepodílela na činnosti žádné opoziční skupiny. Během převratu koncem roku 1989 vstoupila do nově vzniklé strany Demokratischer Aufbruch (DA) a později se stala její tiskovou mluvčí.
Po volbách do lidové sněmovny NDR (Volkskammer) v roce 1990 se stala druhou mluvčí poslední vlády NDR premiéra Lothara de Maizière. V srpnu 1990 se po sloučení strany Demokratischer Aufbruch a východoněmecké CDU stala automaticky členkou celoněmecké CDU.

### Politický vzestup v celoněmecké CDU
Po znovusjednocení Německa na podzim 1990 byla zvolena v přímém mandátu do Spolkového sněmu (Bundestag). Ve vládě Helmuta Kohla se v lednu 1991 stala spolkovou ministryní pro ženy a mládež. V prosinci téhož roku byla zvolena místopředsedkyní celospolkové CDU. Mimo to byla od 1993 do 2000 zemskou předsedkyní CDU v Meklenbursku-Předním Pomořansku.

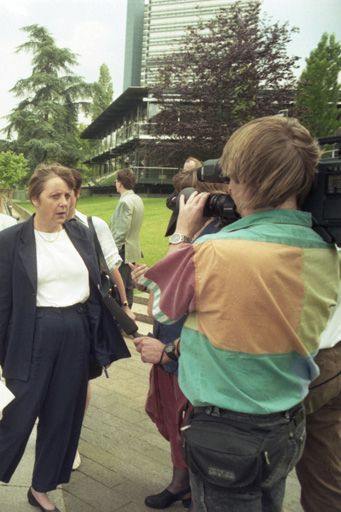
Ministryně životního prostředí Angela Merkelová v červnu 1995 v Bonnu

Od 1994 do 1998 byla Merkelová nástupkyní Klause Töpfera ve funkci spolkové ministryně ochrany prostředí, přírody a bezpečnosti atomových reaktorů. V listopadu 1998 byla na návrh nového spolkového předsedy Wolfganga Schäubleho zvolena generální tajemnicí CDU. V této funkci setrvala do dubna 2000.
V prosinci roku 1999 se dostala na veřejnost tzv. „aféra s dary pro CDU“. Tehdejší čestný předseda CDU Helmut Kohl oznámil dne 16. prosince 1999, že v době svého působení jako kancléř Spolkové republiky porušil zákon o darech politickým stranám a nezákonně získal pro CDU obnosy ve výši několika milionů německých marek. Nebyl však ochoten sdělit jména dárců, neboť těmto lidem dal čestné slovo, že tak nikdy neučiní. Poté se generální tajemnice CDU Angela Merkelová od Kohla odvrátila. 22. prosince 1999 uveřejnila v deníku Frankfurter Allgemeine Zeitung jako host příspěvek, ve kterém Kohla tvrdě zkritizovala a vyzvala CDU, aby se od něj distancovala. Prohlásila doslovně: “Strana se tedy musí naučit běhat, musí si důvěřovat, že i v budoucnosti může v boji proti svým politickým soupeřům obstát i bez svého starého válečného koně, jakým se Helmut Kohl často sám nazýval. Jako někdo v pubertě se (strana) musí odpoutat od (rodičovského) domu a jít vlastní cestou.” Kohl posléze odstoupil ze své poslední stranické funkce v CDU jako její čestný předseda. Merkelová ale později, na podzim 2001 (už jako předsedkyně strany) odmítla proti němu právně postupovat. Do aféry s dary CDU byl údajně zapleten i Kohlův následovník jako předseda strany Wolfgang Schäuble, který z této funkce dobrovolně odstoupil.
Svým postojem vůči Kohlovi si získala sympatie členů CDU, kteří ji na prvních pěti regionálních konferencích roku 2000 bouřlivě oslavovali. Přes „tlačenici“ mnohých zájemců byla nakonec kandidována vedením strany jako spolková předsedkyně CDU a v dubnu 2000 v Essenu do této funkce zvolena téměř 96 % hlasy jako nástupkyně Wolfganga Schäubleho. V prosinci 2004 byla v Düsseldorfu v této funkci potvrzena na další období, ale již jen „pouhými“ 88,4 % hlasů delegátů sjezdu CDU.
Mocenskou pozici si upevnila po volbách 2002 také zvolením za předsedkyni spolkové frakce CDU/CSU, tedy za vedoucí opozice ve Spolkovém sněmu jako následovnice Friedricha Merze. Předtím se ale musela vzdát kandidatury na spolkovou kancléřku ve prospěch bavorského premiéra Edmunda Stoibera.
Začátkem 2004 prosadila Horsta Köhlera jako kandidáta CDU/CSU a FDP na úřad spolkového prezidenta, který byl Spolkovým shromážděním také zvolen.

## Kancléřka Spolkové republiky Německo

### Vnitřní politika a Evropská unie
V květnu 2005 byla Angela Merkelová nominována za kandidátku CDU/CSU na úřad spolkového kancléře v předčasných volbách do Spolkového sněmu v září téhož roku. V těchto volbách strany CDU a CSU společně velmi těsně zvítězily nad dosud vládnoucí SPD. Stačila však na to, aby byla zvolena kancléřkou místo dosavadního kancléře Gerharda Schrödera (SPD).
Jako kancléřka ekonomicky nejsilnějšího státu EU byla velmi angažovaná při snahách o vyřešení krize vzniklé kvůli velkému zadlužení některých členských států Eurozóny. Německo je největším věřitelem zadluženého Řecka.
Za své postoje během uprchlické krize získala ocenění Osobnost roku časopisu Time jako „vytrvalá morální vůdkyně“.

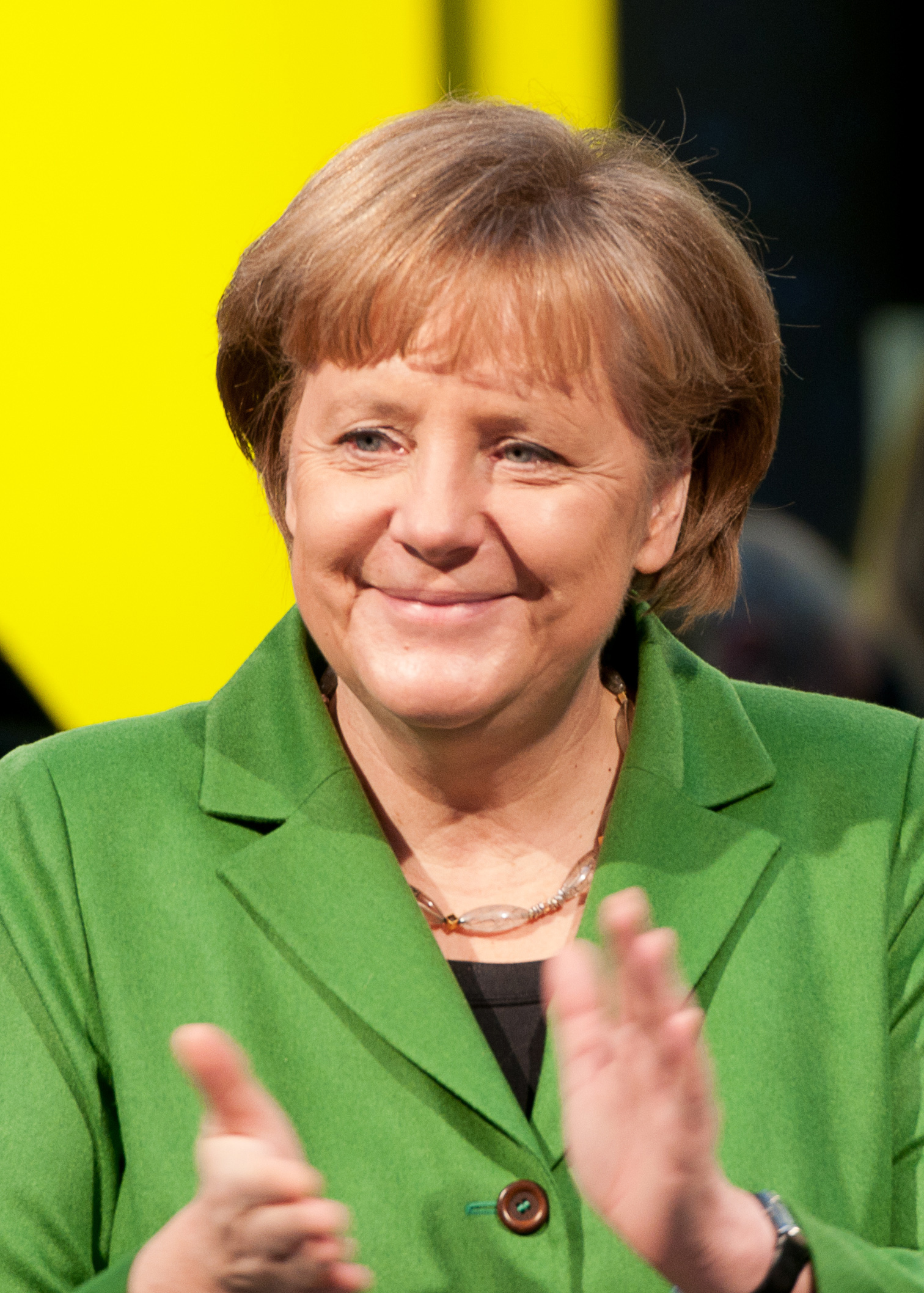
Angela Merkelová na veletrhu CeBIT 6. března 2012

Dne 13. března 2016 se ve třech německých spolkových zemích konaly volby do tamních zemských sněmů, které byly prvními volbami od počátku imigrační krize a byly považovány za hodnocení politiky kancléřky Merkelové. Její Křesťanskodemokratická unie v Sasku-Anhaltsku, Porýní-Falci i Bádensku-Württembersku ztratila, úspěch naopak přinesly volby Zeleným a zejména opačně zaměřené Alternativě pro Německo (AfD), kterou před volbami podpořil např. český exprezident Václav Klaus. AfD, hodnocená jako euroskeptická a národně konzervativní strana, se dostala do zemských sněmů všech zemí s výsledky od 12,6 % do 24,2 % a zesílil tak tlak na změnu politiky Angely Merkelové.
Evropská komise v čele s Ursulou von der Leyenovou, která s podporou kancléřky Merkelové zajišťovala společný nákup vakcín proti covidu-19 pro členské státy Evropské unie, byla kritizována za pomalý postup při jejich nákupu. Merkelová kritiku odmítla a prohlásila, že „Nestojíme o žádný samostatný postup na národní úrovni při obstarávání vakcíny. Postupovat podle společného plánu EU bylo správné.“

### Zahraniční politika

#### Rusko

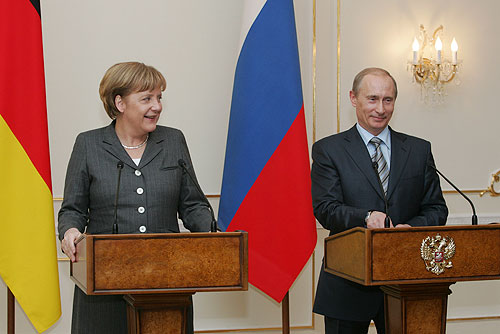
Merkelová a ruský prezident Vladimir Putin, 2008

V roce 2014 podpořila Merkelová ekonomické sankce proti Rusku, které západní státy zavedly v reakci na anexi Krymu v březnu toho roku. V únoru 2015 pomohla dojednat druhou mírovou dohodu z Minsku, která měla zastavit válku na Donbase. V březnu 2015, po dosažení dohody v Minsku, kritizovali němečtí představitelé z její blízkosti tehdejšího vrchního velitele sil NATO v Evropě amerického generála Philipa Breedlova za „nepravdivá tvrzení a přehnané soudy“ o přítomnosti ruských vojsk na Ukrajině. Kancléřka však prosazovala zachování protiruských sankcí a pohrozila několikrát jejich zpřísněním. Při setkání s ruským prezidentem Vladimirem Putinem v Moskvě u příležitosti 70. výročí porážky nacistického Německa odsoudila „zločinnou a protiprávní anexi Krymu“, která podle ní ohrožuje evropský pořádek.
Dne 2. května 2017 se po dvou letech opět s Putinem sešla, a sice v letovisku Soči. Tématem několikahodinových rozhovorů obou státníků byly bilaterální problémy, příprava na zasedání vedoucích politiků G20 v červenci 2017 v Hamburku a opět také situace na východní Ukrajině.

#### Spojené státy americké
V únoru 2003 Merkelová podpořila plánovanou americkou invazi do Iráku. V článku pro The Washington Post dala najevo, že jako předsedkyně opoziční CDU nesouhlasí s německým kancléřem Schröderem, který spolu s francouzským prezidentem Chiracem odmítal invazi do Iráku, a v článku také uvedla, že „Německo potřebuje přátelství Francie, ale výhody tohoto přátelství lze realizovat jen v těsné spolupráci se „starými“ i „novými“ evropskými partnery a v rámci transatlantické aliance se Spojenými státy.“

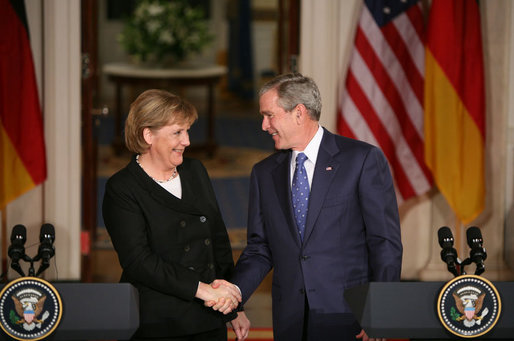
Angela Merkelová a George W. Bush v roce 2007

Merkelová prosazovala jednostranné vyhlášení nezávislosti Kosova na Srbsku 17. února 2008 a spolu s americkým prezidentem Georgem W. Bushem přesvědčovala ostatní evropské země, aby také uznaly nezávislost Kosova.

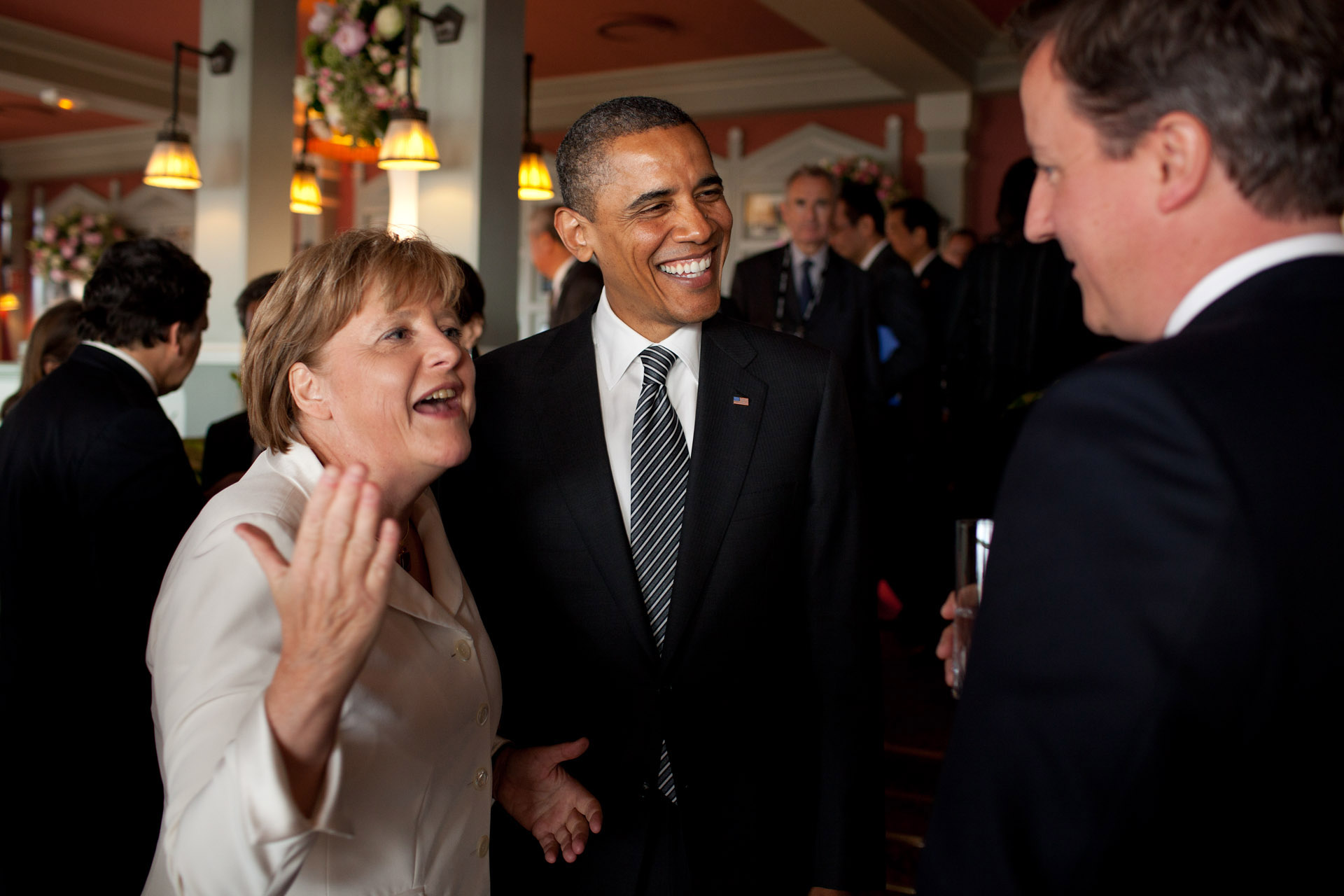
Merkelová, americký prezident Obama a britský premiér Cameron na summitu G8 v roce 2011

V červnu 2011 bylo Merkelové prezidentem USA Barackem Obamou uděleno nejvyšší americké civilní vyznamenání Prezidentská medaile svobody.
V červenci 2013 obhajovala tajný americký program sledování telefonů a elektronické komunikace ze strany americké zpravodajské služby NSA, který odhalil Edward Snowden, a označila Spojené státy za „našeho nejvěrnějšího spojence po celá desetiletí“. V říjnu 2013 vyšlo najevo, že NSA odposlouchávala její mobilní telefon. Americký prezident Obama měl nařídit NSA, aby o kancléřce vytvořila rozsáhlý spis. Vyšlo také najevo, že německý dvojí agent předával Američanům tajné informace a dokumenty. V reakci na toto odhalení byl z Německa v červenci 2014 vyhoštěn představitel (tzv. rezident) americké Ústřední zpravodajské služby (CIA) v Německu a Merkelová otevřeně kritizovala metody NSA a sledování spojeneckých států a jejich politiků.
V dubnu 2015 vyšlo na druhou stranu najevo, že německá Spolková zpravodajská služba (BND) na žádost NSA tajně sledovala německé i evropské politiky a evropské firmy, včetně zbrojních a leteckých výrobců jako Airbus, a zjištěné informace předávala americkým zpravodajcům. Kancléřka spolupráci mezi německými a americkými zpravodajskými službami obhajovala. Někteří němečtí opoziční politici označili jednání BND za „vlastizradu“. V únoru 2017 před parlamentní vyšetřovací komisí prohlásila, že o sledování vlád a institucí spřátelených zemí německou BND nic nevěděla.

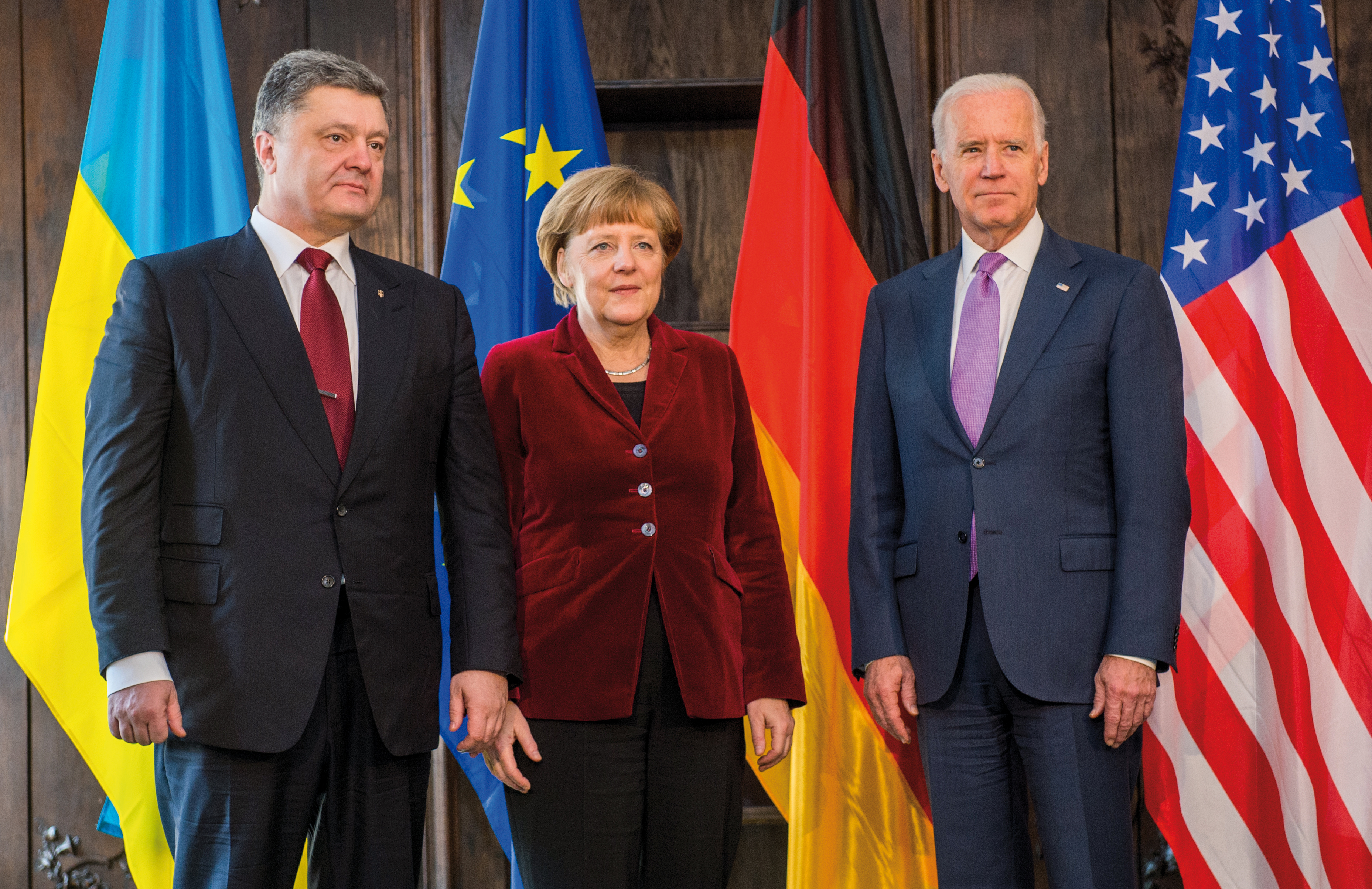
Merkelová, americký viceprezident Biden a ukrajinský prezident Porošenko na mezinárodní konferenci o bezpečnosti ve světě v Mnichově 2015

V dubnu 2016 ji americký prezident Obama pochválil za „odvážný postoj“ k přijímání blízkovýchodních uprchlíků. Nastupující americký prezident Donald Trump naopak v lednu 2017 uvedl na její adresu, že přijímáním „ilegálních imigrantů“ udělala „katastrofální chybu“.
V červnu 2017 kritizovala nové americké sankce proti Rusku, které připravil Kongres USA a které postihnou i evropské firmy spolupracující na rozšíření plynovodu Nord Stream, který již přivádí zemní plyn z Ruska do Německa po dně Baltského moře.

### Evropská migrační krize
Během Evropské migrační krize Merkelová čelila velmi rozporným reakcím ze strany veřejnosti jak v Německu samotném, tak v jiných státech Evropské unie. Na jedné straně se jednalo o vášnivou podporu, na druhé straně pak o ostrou kritiku jejího přístupu k řešení imigrační krize. Pod vlivem vládní imigrační politiky se v době krize v zemi začalo mluvit o tzv. „kultuře vítání“ (Willkommenskultur). V srpnu 2015 v souvislosti s velkými počty imigrantů prohlásila Merkelová, že Německo tuto uprchlickou vlnu zvládne („Wir schaffen das“). Krátce nato Spolkový úřad pro migraci a uprchlíky (BAMF) na Twitteru oznámil, že nebude vracet zpět osoby syrského původu, které budou žádat o azyl, i když přišly z jiné bezpečné země. Již v druhé polovině září toto rozhodnutí kancléřky důrazně kritizoval bavorský premiér a předseda „sesterské“ strany CSU Horst Seehofer, když řekl mimo jiné, že podle něj svými výroky v podstatě vyzvala běžence, aby se z Maďarska přesunuli do Německa. Podle Seehofera „Německo tak zastavilo platnost (evropských azylových) pravidel“.

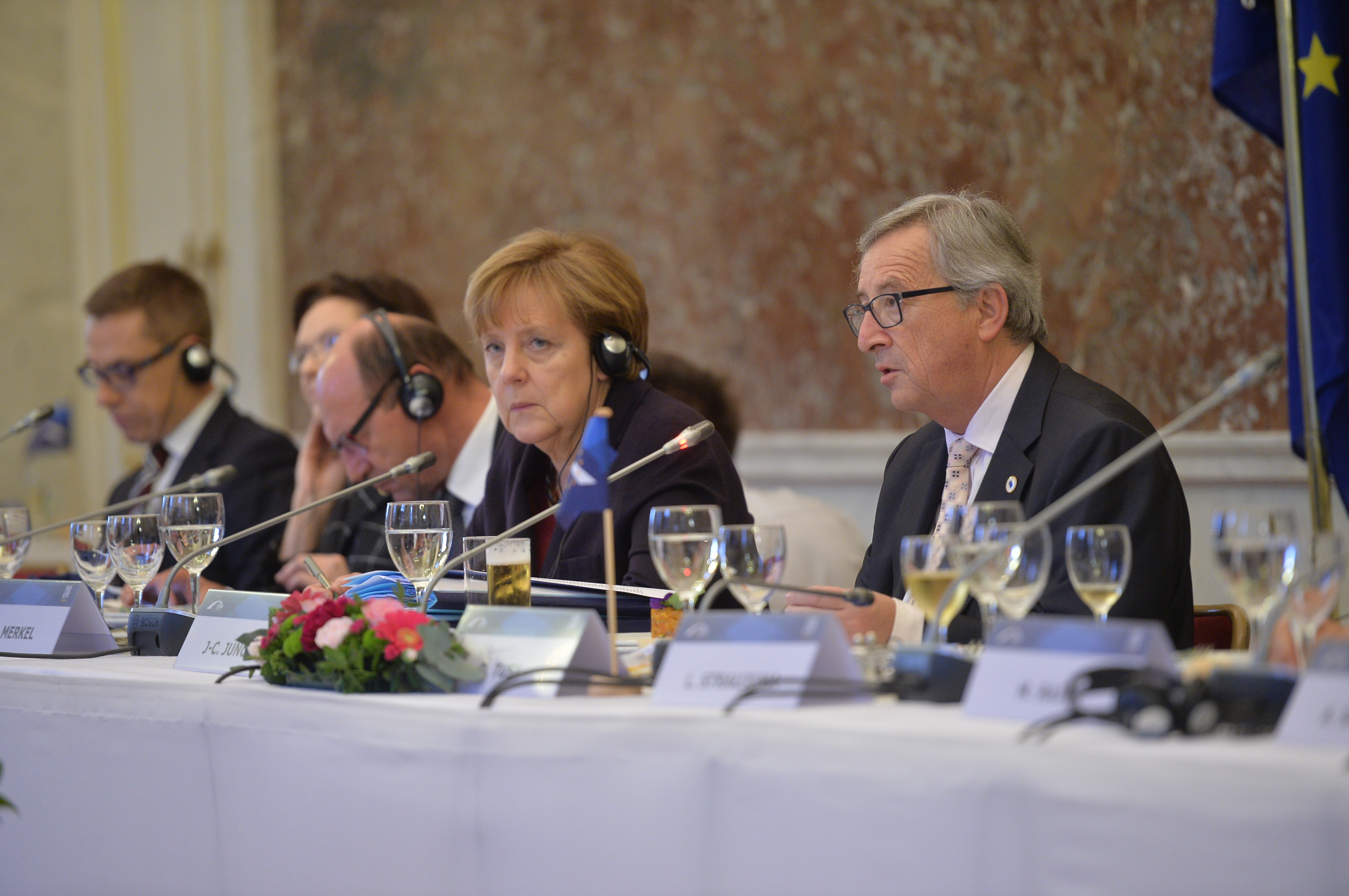
Merkelová a předseda Evropské komise Juncker prosazovali povinné kvóty pro přerozdělování uprchlíků mezi členské státy EU

Dne 22. ledna 2016 podala skupina šesti právníků kvůli rozhodnutí Merkelové otevřít hranice u Spolkového ústavního soudu v Karlsruhe ústavní stížnost. „Kancléř nesmí činit rozhodnutí mimo rámec zákona, který určují voliči prostřednictvím parlamentu,“ uvedl Clemens Antweiler, autor stížnosti. Není však známo, že by stížnost u Ústavního soudu uspěla.[zdroj?]
V lednu roku 2016 se vyjádřil předseda FDP Christian Lindner, že uvrhla Evropu do chaosu. Politiku Merkelové kritizoval krátce před svou smrtí i bývalý německý kancléř Helmut Kohl. Prohlásil, že „Evropa není schopná přijmout miliony uprchlíků“.
Týdeník Die Zeit na základě své analýzy situace dospěl k hodnocení, že kancléřčina rozhodnutí „neměla významný vliv na imigrační vlnu“. Podle Angely Merkelové migrační krizi vyřešila až dohoda s Tureckem, na níž se ona sama významně podílela.
Ve své výroční zprávě devět expertů z různých oblastí napsalo, že se Německu podařilo dosáhnout „rovnováhy mezi kontrolou migrace a integrací těch uprchlíků, kteří chtějí plnohodnotně žít v Německu“. Třetina uprchlíků, kteří přišli do Německa v roce 2015, na podzim roku 2018 měla práci, což je dle rady překvapivým úspěchem. Německo také v roce 2018 částečně zpřísnilo pravidla pro trvalý či dočasný pobyt imigrantů. Deportace se staly o něco snadnějšími a seznam „bezpečných zemí původu“ byl rozšířen, aby zahrnoval i země z Balkánu a některé další. Tím bylo umožněno deportovat do jejich zemí původu některé žadatele o azyl, kteří se dopustili závažných přestupků.
Politolog Jiří Pehe upozornil na to, že předtím, než Merkelová učinila takzvané pozvání pro uprchlíky, v Evropské unii bylo v roce 2015 již 800 000 imigrantů a za rok 2014 jich do Evropy přišlo více než 600 000. Pehe dodal: „Mohla jednoduše říci – a bylo by zcela v souladu s mezinárodním právem – 'my jsme až skoro poslední země na trase mezi námi a Tureckem a Řeckem. Na ní je asi deset nebo patnáct bezpečných zemí, takže vy se o ně postarejte a my si v Německu umyjeme ruce, zavřeme hranice a budeme se dívat, jak si s tím poradíte.' Namísto toho řekla ‚dobře, pošlete nám je do Německa‘ a tím vlastně zachránila schengenský prostor a ulevila zemím, které by dnes byly v obrovské humanitární katastrofě.“ Merkelová se ke svým rozhodnutím vyjádřila tak, že „Německo pomohlo ve výjimečné situaci“. Bylo to podle jejích slov nutné z humanitárních důvodů, a ten krok byl projednán s Maďarskem a Rakouskem.

### Volby do Spolkového sněmu 2017 a vznik koaliční vlády s SPD
Ve volbách do Spolkového sněmu dne 24. září 2017 utrpělo společenství CDU/CSU citelnou ztrátu ve výši 8,5 procentních bodů proti roku 2013. Přesto zůstalo se ziskem 32,9 % platných „druhých“ hlasů (tzv. Zweitstimme) nejsilnějším politickým uskupením v Německu. Také dosavadní koaliční partner CDU/CSU, Sociálnědemokratická strana Německa (SPD), ve volbách neuspěl; sociálním demokratům zůstalo pouze 20,5 % hlasů. Pouhé tři minuty po uzavření volebních místností oznámil tehdejší předseda strany Martin Schulz, že SPD odejde do opozice, což jí mělo umožnit, aby postupně obnovila svou dřívější sílu.

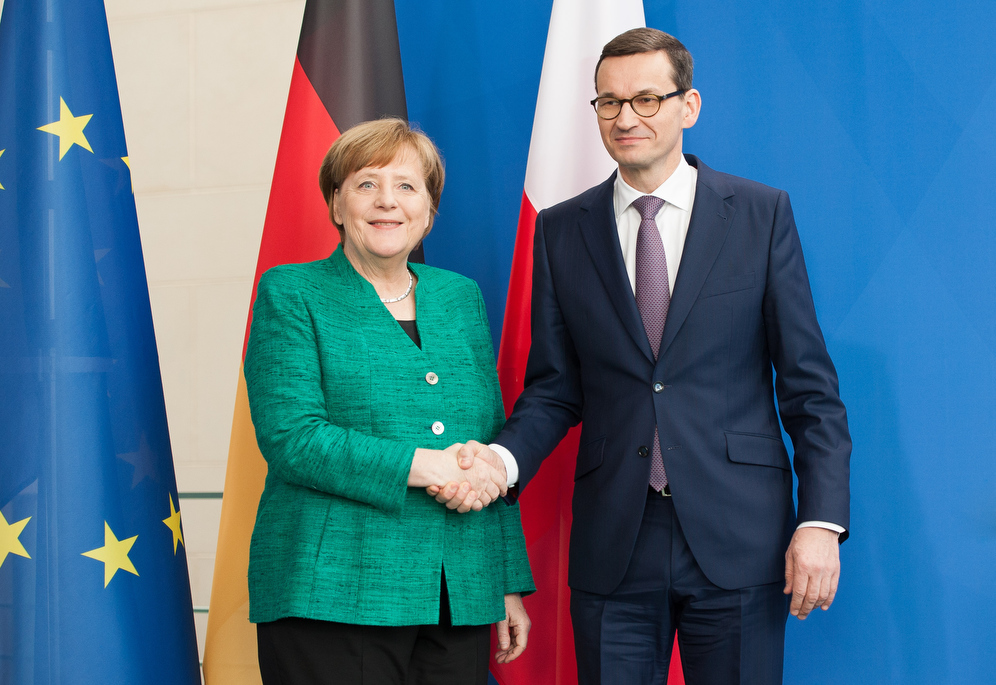
Merkelová a polský premiér Mateusz Morawiecki 16. února 2018

Volby roku 2017 přinesly naopak velký úspěch straně FDP, která získala 10,4 % tzv. druhých hlasů a po čtyřech letech se opět vrátila do celoněmeckého parlamentu. Velká zásluha na tomto úspěchu se přisuzuje předsedovi strany Christianu Lindnerovi. Značnou roli v politické aritmetice po volbách hraje také zisk 12,64 % hlasů pro opoziční pravicovou stranu Alternativa pro Německo (AfD), která se tím poprvé dostala do Bundestagu, nadto jako třetí nejsilnější strana v zemi.
Svaz 90/Zelení získal ve volbách 8,9 % druhých hlasů. Zelení a FDP vyhlásili po volbách svou ochotu vyjednávat o vzniku vlády tzv. jamajské koalice (Jamaika-Koalition) pod vedením dosavadní kancléřky Merkelové. Bylo však zjevné, že pro svou účast na vládě zamýšlely tyto dvě strany klást dalekosáhlé požadavky. Podle zprávy listu Rheinische Post, převzaté deníkem Frankfurter Allgemeine Zeitung, se již během prvního týdne po volbách setkali vedoucí představitelé těchto dvou stran, aby projednali možnosti vzájemně odsouhlaseného postupu. Následovaly rozhovory mezi CDU/CSU, Zelenými a FDP o řadě politických otázek. Po pět týdnů trvajícím „sondování“, které nebylo označeno jako „vyjednávání“, opustil předseda FDP Lindner spolu se svými stranickými kolegy těsně před půlnocí v neděli 19. listopadu 2017 zasedání v Berlíně. Lindner oznámil, že jeho strana FDP sondování ukončuje pro nepřekonatelné rozpory, především se Zelenými. FDP nesouhlasila s návrhy Zelených mj. ohledně energetické politiky a problémů imigrace, zvláště takzvaného spojování rodin (Familienzusammenführung) již v Německu žijících uprchlíků, kteří nemají nárok na politický azyl nebo jinou formu trvalého pobytu.
K neúspěchu politických rozhovorů krátce po volbách přispěly také neshody mezi CDU v čele s Angelou Merkelovou a „sesterskou“ stranou CSU tehdejšího bavorského ministerského předsedy Horsta Seehofera, především v klíčové otázce dalšího postupu při zvládání uprchlické krize a problémů integrace zhruba 1,5 milionu nově přišlých obyvatel Německa. Kancléřka dlouho odmítala Seehoferův požadavek na stanovení horní hranice (Obergrenze) pro počet přistěhovalců (kromě kontingentu pro odborníky) na nejvýše 200 tisíc osob ročně. Slovo Obergrenze se stalo jedním z nejpoužívanějších v politických diskusích v Německu. Krátce po volbách přistoupila na kompromisní formuli tzv. „dýchající horní hranice“, která však nezachránila vyjednávání s FDP.

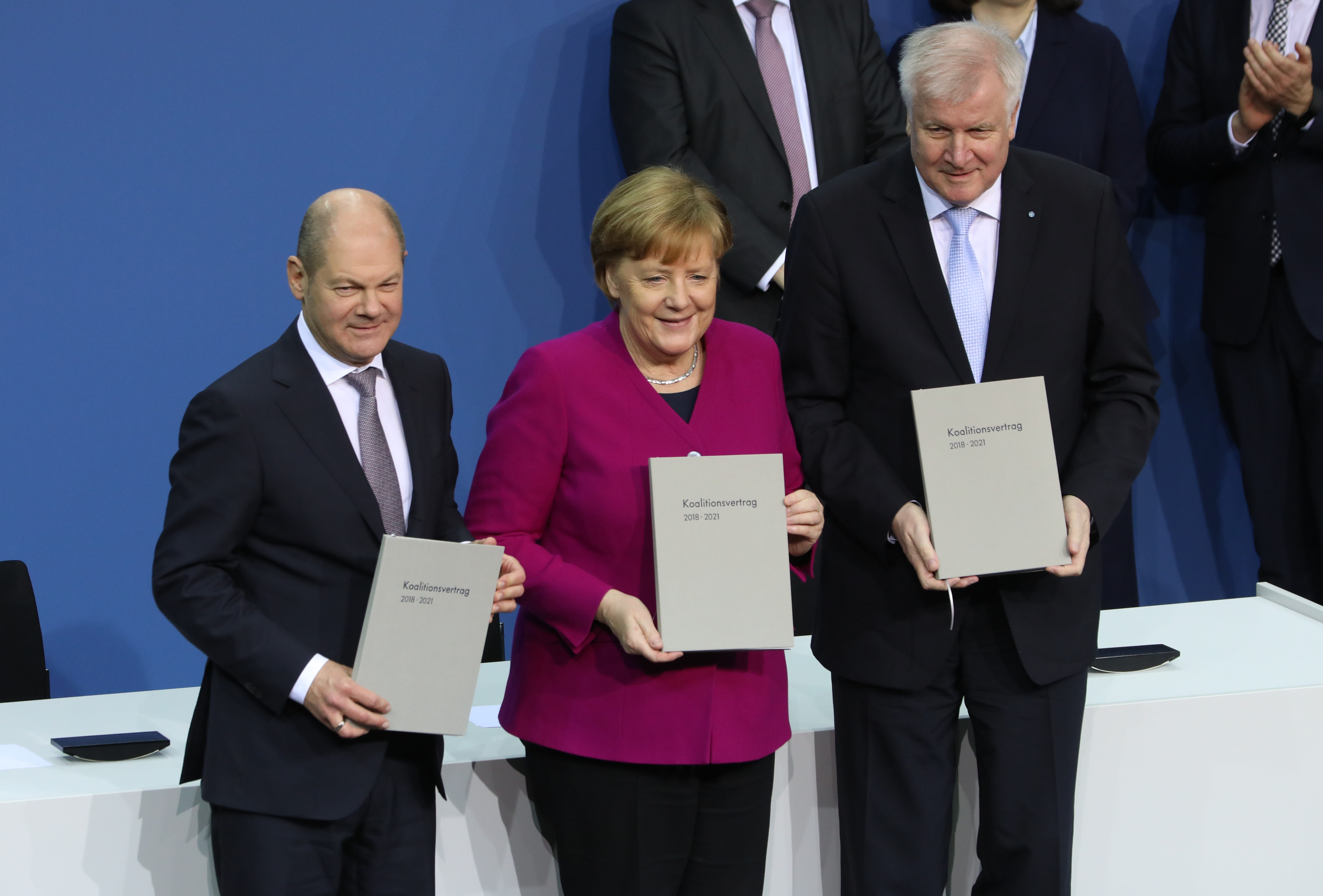
Zástupci konzervativní unie CDU/CSU a sociální demokracie (SPD) podepsali koaliční smlouvu 12. března 2018

O dalším postupu se již 20. listopadu 2017 radila se spolkovým prezidentem Frankem-Walterem Steinmeierem. Protože SPD v tu dobu nadále vylučovala pokračování stále ještě vládnoucí velké koalice s CDU/CSU v novém legislativním období, zbývala možnost předčasných voleb, která je ale vzhledem k ústavním předpisům spojena s překážkami. Steinmeier apeloval po svém rozhovoru s Merkelovou na všechny politické strany zastoupené v Bundestagu, aby se konstruktivně zapojily do řešení vzniklé situace. Politička SPD Andrea Nahlesová ihned nabídla, že by její strana za určitých podmínek mohla podpořit vznik nové menšinové vlády CDU/CSU, aniž by se na ní přímo podílela. Následně nabyly ale na síle úvahy o obnově velké koalice CDU/CSU a SPD.
Po dlouhém „sondování“ mezi CDU/CSU a SPD, které přerostlo ve „vyjednávání“, dále po sjezdech všech tří stran a po hlasování členské základny SPD bylo dosaženo koaliční dohody mezi těmito třemi stranami. Dne 14. března 2018 byla Angela Merkelová při tajné volbě ve Spolkovém sněmu – jako jediná kandidátka – počtvrté zvolena německou kancléřkou. Obdržela však jen 364 ze 709 možných hlasů, takže pro ni nehlasovalo 35 poslanců z řad vládní koalice. Spolkový prezident Steinmeier poté jmenoval čtvrtou vládu pod jejím vedením, opět složenou z politiků CDU/CSU a SPD, avšak s dosti velkými personálními změnami v jednotlivých resortech. V rámci kabinetů po druhé světové válce se tak stala po Konradu Adenauerovi a Helmutu Kohlovi třetím německým kancléřem zvoleným počtvrté v řadě.

### Postupný ústup z vrcholné pozice

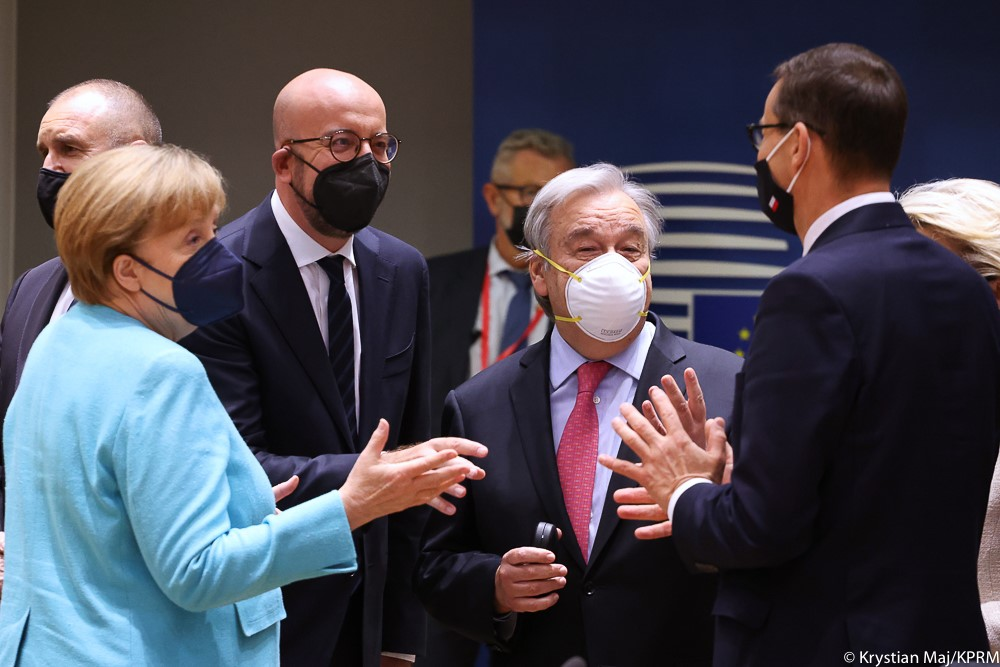
Angela Merkelová během jednání Evropské rady za časů koronavirové pandemie roku 2021

Počínaje volbami do Spolkového sněmu v roce 2017 se dostavila série slabých volebních výsledků stran CDU/CSU, naposledy při volbách do Hesenského zemského sněmu 28. října 2018. Při tomto hlasování získala CDU pouze 27,0 % a proti předešlým volbám ztratila 11,3 procentních bodů všech voličů, tedy zhruba třetinu svých přívrženců, a to ve prospěch Svazu 90/Zelených a Alternativy pro Německo. Jen 62 minut po uzavření volebních místností napsal vlivný vydavatel novin Frankfurter Allgemeine Zeitung Berthold Kohler, že se blíží konec kancléřství Angely Merkelové. Pokud se Merkelová podle něj bude snažit udržet si tento úřad, mohlo by to CDU dále oslabit a uvnitř strany vést k povstání. „Kancléřka by to měla sama vědět, pokud to neví, tak by jí to měl někdo říct.“
Sotva 15 hodin poté, 29. října dopoledne, oznámila kancléřka Merkelová na schůzi předsednictva CDU v Berlíně, že na sjezdu strany v prosinci 2018 nebude znova kandidovat na funkci předsedkyně CDU. Úřad spolkové kancléřky si však chce ponechat až do konce stávajícího legislativního období, tedy ještě více než dva roky. Při příštích volbách do Spolkového sněmu v roce 2021 pak již nebude na funkci kancléřky kandidovat a ani nebude usilovat o poslanecký mandát. Má pak v úmyslu zcela odejít z politického působení do soukromí. K tomuto jejímu rozhodnutí napsal francouzský list Le Monde, že Merkelová byla politicky oslabena v posledních třech letech své vlády, zvláště od svého rozhodnutí vpustit do země 900 tisíc žadatelů o azyl, až po nyní zahájený ústup z politiky.

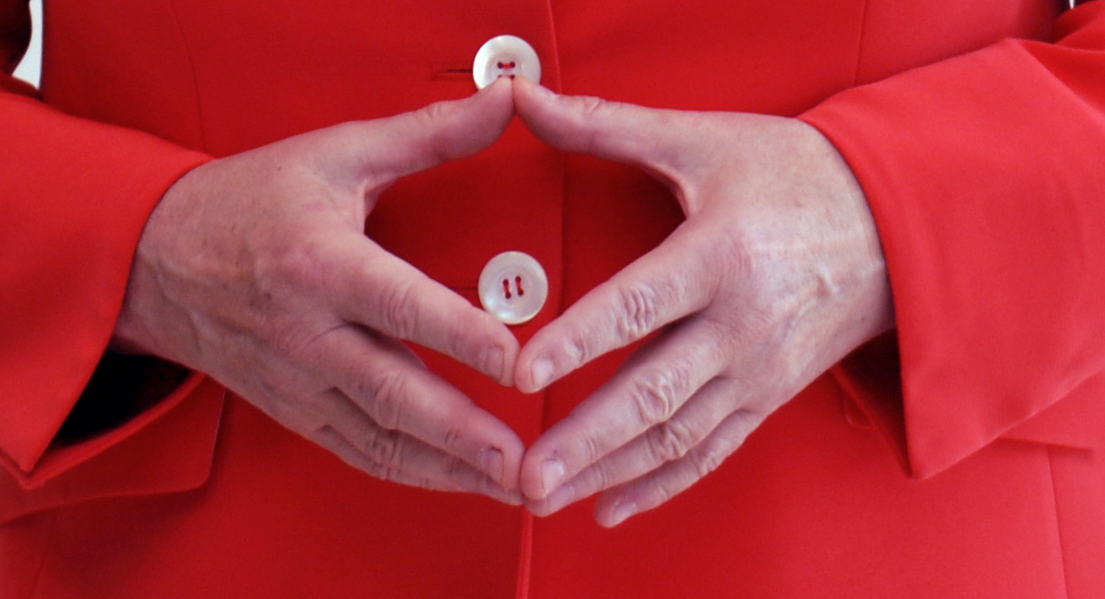
Typické gesto Angely Merkelové

V rozhovoru s Lidovými novinami řekl německý politolog Jürgen W. Falter z univerzity v Mohuči, že v čele vlády může Merkelovou po určitou dobu udržet její renomé ve světě. Pokud bude ale kladen důraz na další vnitropolitický vývoj, budou její naděje na udržení v kancléřském úřadu menší. Šance na zvolení jako předseda CDU má podle politologa Faltera a jiných expertů bývalý předseda frakce CDU/CSU ve Spolkovém sněmu, 62letý Friedrich Merz, kterého z této pozice Merkelová vytlačila již v roce 2002. „Není tudíž jasné, jak by oni dva mohli spolupracovat,“ řekl Falter. Merz by byl kandidátem konzervativního křídla strany. Favoritkou kancléřky je však generální sekretářka CDU Annegret Krampová-Karrenbauerová, levicová katolička, která by v zásadě pokračovala v politice Merkelové. Bez šancí není ani 39letý ministr zdravotnictví Jens Spahn, který v minulosti Merkelovou hodně kritizoval, i kvůli uprchlíkům, ale pro kancléřku by byl Spahn menším problémem než Merz.
K pozadí odchodu Merkelové z funkce předsedkyně CDU byla časopisem Der Spiegel uveřejněna informace týkající se kandidatury Friedricha Merze na tuto funkci. Podle toho naléhal vlivný předseda Spolkového sněmu a bývalý ministr financí Wolfgang Schäuble již delší dobu na Merze, aby se připravoval na nástupnictví po Angele Merkelové. Podle jeho rady si měl Merz nejpozději do odpoledne neděle 28. října 2018, dne voleb do Hesenského zemského sněmu, ujasnit zda chce na sjezdu CDU 7. prosince 2018 nastoupit do boje o posty předsedy CDU a následně i německého kancléře. Nadto zařídil Merzovi schůzky v křesťansko-demokratických kruzích v Německu a zemích Evropské unie, aby mohl připravit svoji kandidaturu a vysondovat svoje šance. Například podpořil Merzovu schůzku s předsedou evropské strany EVP Josephem Daulem uprostřed října v Bruselu. Daul pak bezprostředně nato o Merzových záměrech informoval kancléřku Merkelovou, takže ta se mohla na tuto možnost připravit. Zároveň to mohlo ovlivnit její rozhodnutí, že se vzdá funkce předsedkyně CDU, avšak podrží si úřad kancléřky až do roku 2021. Ve funkci předsedkyně CDU ji 7. prosince nahradila Annegret Krampová-Karrenbauerová.
Dne 8. 12. 2021 Angela Merkelová skončila v politice jako třetí nejdéle sloužící kancléř Německa, o deset dní méně než Helmut Kohl.
V listopadu 2024 vydala autobiografickou knihu „Svoboda“, v níž rekapitulovala život v NDR i sjednoceném Německu. Politice věnovala necelou třetinu knihy. Popsala klíčová rozhodnutí, včetně toho, proč v roce 2008 bránila vstupu Ukrajiny do NATO. Obhajovala svou politiku vůči Rusku i přístup během migrační krize 2015. Ve svých pamětech reflektovala své zážitky z Československa během Pražského jara 1968. Popsala, jak při dovolené v Krkonoších vnímala nadšení místních z reforem Alexandra Dubčeka, které v ní zanechaly silný dojem. Okupace Československa vojsky Varšavské smlouvy ji zasáhla jako symbol ztráty naděje na politickou změnu. Merkelová také vzpomínala na studijní pobyty v Praze, zejména spolupráci s fyzikálním chemikem Rudolfem Zahradníkem. Kniha vyšla ve 30 zemích, v češtině ji vydalo nakladatelství Práh.
V lednu 2025 veřejně odsoudila předsedu CDU a kandidáta na kancléře Friedricha Merze, jehož strana s podporou Alternativy pro Německo (AfD) prosadila návrh na zpřísnění migrační a azylové politiky.

### Kritika a kontroverze

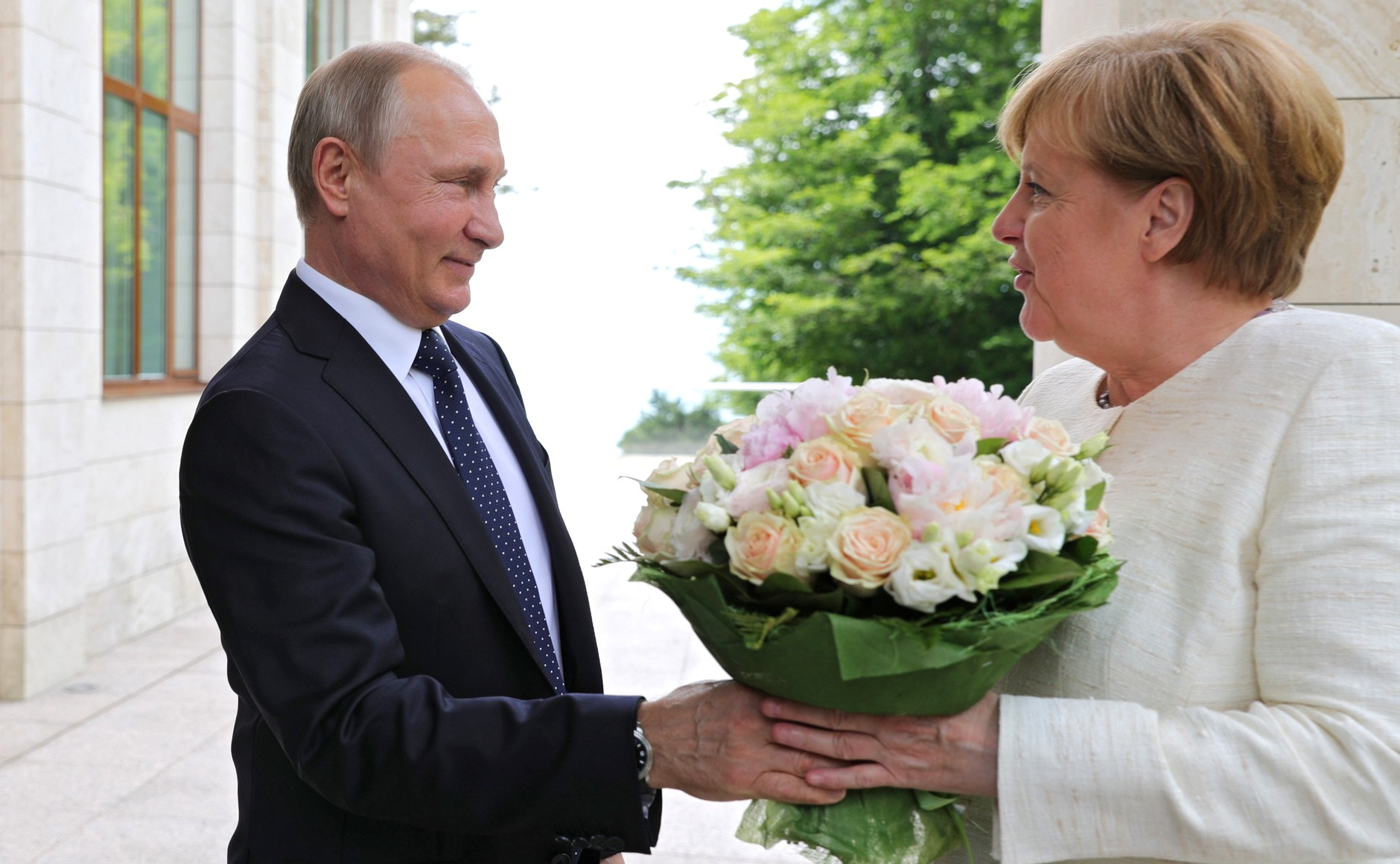
Putin a Merkelová v Soči v květnu 2018. Merkelová je kritizována za podporu rusko-německého plynovodu Nord Stream 2.

Vládní strana CDU kancléřky Merkelové čelila během jejího předsednictví několika skandálům s pochybnými sponzorskými dary. Největší aféra s financováním CDU vypukla v roce 1999, kdy se Merkelová jako tehdy generální tajemnice strany ostře distancovala od dlouholetého předsedy CDU Helmuta Kohla i jeho vlády a po jeho pádu byla zvolena do čela CDU.
Německo, které patří mezi největší světové vývozce zbraní, bylo kritizováno za kontroverzní dodávky zbraní v hodnotě mnoha miliard eur do Saúdské Arábie, Kataru, který podporuje radikální islamistické skupiny, a dalších států Perského zálivu. Tyto dodávky zbraní byly schváleny vládou kancléřky Merkelové. Německá vláda byla opozičními stranami a některými komentátory kritizována také za plánovanou vojenskou spolupráci se Saúdskou Arábií, která v masovém měřítku porušuje lidská práva. Saúdové jsou obviňování i z exportu radikálního wahhábismu a z páchání válečných zločinů v průběhu jejich vojenské intervence v Jemenu.
Merkelová zprvu souhlasila s trestním stíháním německého satirika Jana Böhmermanna, který napsal báseň hrubě (i smyšlenými narážkami na sexuální chování) zesměšňující tureckého prezidenta Recepa Tayyipa Erdoğana a přednesl ji ve veřejnoprávní televizi ZDF jako „příklad“, co by už byla nepřípustná a stíhatelná kritika. Podle kancléřky byla satira „vědomě urážlivá“, za což si vysloužila satirikovu kritiku. Kvůli této tzv. Böhmermannově aféře bylo proti Böhmermannovi vedeno trestní řízení podle § 103 německého trestního zákoníku, který do té doby zakazoval urážet zahraniční hlavy státu. Aféra vyvolala značnou mediální pozornost o svobodě médií a svobodě satiry a vedla ke zrušení zmiňovaného paragrafu. Böhmermann nebyl doposud odsouzen k žádnému trestu, i když v době jeho činu § 103 trestního zákoníku ještě platil.
20. června 2018 při vzpomínce na vysídlence a běžence Merkelová odsoudila vysídlení Němců z Československa a dalších zemí střední a východní Evropy po druhé světové válce, když prohlásila: „Vyhnání a útěk Němců byly především bezprostředním následkem Němci započaté druhé světové války a nevýslovných zločinů nacionálněsocialistické diktatury. To ale nemění nic na tom, že pro vyhnání neexistovalo ani morální, ani politické ospravedlnění.“ Merkelová dále uvedla, že až „dva milióny lidí přišly následkem vyhnání a útěku o život.“ Podle česko-německé komise historiků během odsunu z Československa zahynulo 15 až 30 tisíc Němců. S výroky kancléřky Merkelové o neexistenci morálního a politického ospravedlnění pro odsun německých menšin nesouhlasili někteří čeští politici.
Krátce po znovuzvolení Angely Merkelové do funkce kancléřky v březnu 2018 vznikly v německé vládě velké rozpory, především kvůli azylové a migrační politice. Tyto rozpory jsou hlavně mezi tzv. sesterskými stranami CDU a CSU. Jeden z vydavatelů deníku Frankfurter Allgemeine Zeitung podrobil politiku Merkelové dne 21. června 2018 ostré kritice. Napsal mj., že její od roku 2015 prováděná politika nekontrolovaného vstupu migrantů do Německa vedla k brexitu Spojeného království, k trvalému vzestupu protestní strany Alternativy pro Německo a k čím dál tím „jedovatějšímu společenskému klimatu“ v zemi. Skandály ve Spolkovém úřadu pro migraci a uprchlíky a několik vražd žen provedených cizinci vedou k úplnému nepochopení ze strany lidí.

## Vyznamenání
- velký záslužný kříž Záslužného řádu Spolkové republiky Německo – Německo, 1996
- velkokříž Řádu zásluh o Italskou republiku – Itálie, 21. března 2006[89]
- velkodůstojník Řádu krále Abd al-Azíze – Saúdská Arábie, 2007
- velkokříž Norského královského řádu za zásluhy – Norsko, 15. října 2007[90]
- velkokříž Záslužného řádu Spolkové republiky Německo – Německo, 11. ledna 2008
- velkokříž Řádu peruánského slunce – Peru, 17. května 2008[91]
- velkokříž Řádu prince Jindřicha – Portugalsko, 2. března 2009[92]
- Řád Zajda – Spojené arabské emiráty, 2010
- Řád Stará planina I. třídy – Bulharsko, 11. října 2010
- Prezidentská medaile svobody – USA, 7. června 2011[93][94]
- Prezidentská medaile – Izrael, 25. února 2014[95]
- velká čestná dekorace ve zlatě na stuze Čestného odznaku Za zásluhy o Rakouskou republiku – Rakousko, 27. srpna 2015[96]
- Řád republiky – Moldavsko, 12. listopadu 2015[97]
- velkokříž Řádu Vitolda Velikého – Litva, 2017[98]
- Řád bílého dvojkříže I. třídy – Slovensko, 7. února 2019[99]
- velkodůstojník Řádu tří hvězd – Lotyšsko, 19. února 2019[100]
- Řád za mimořádné zásluhy – Slovinsko, 28. května 2021 – za osobní zásluhy o prohlubování všestranných vztahů mezi Slovinskem a Německem a důvěryhodné evropské vedení[101]
- Řád čestné legie – Francie, 7. listopadu 2021
- nejvyšší záslužný řád Záslužného řádu Spolkové republiky Německo – Německo, 17. dubna 2023

## Ocenění
Časopisem Foreign Policy byla Merkelová sedmkrát zařazena do seznamu nejvýznačnějších světových myslitelů. Nikdo jiný nebyl do seznamu zařazen tolikrát.

## Galerie

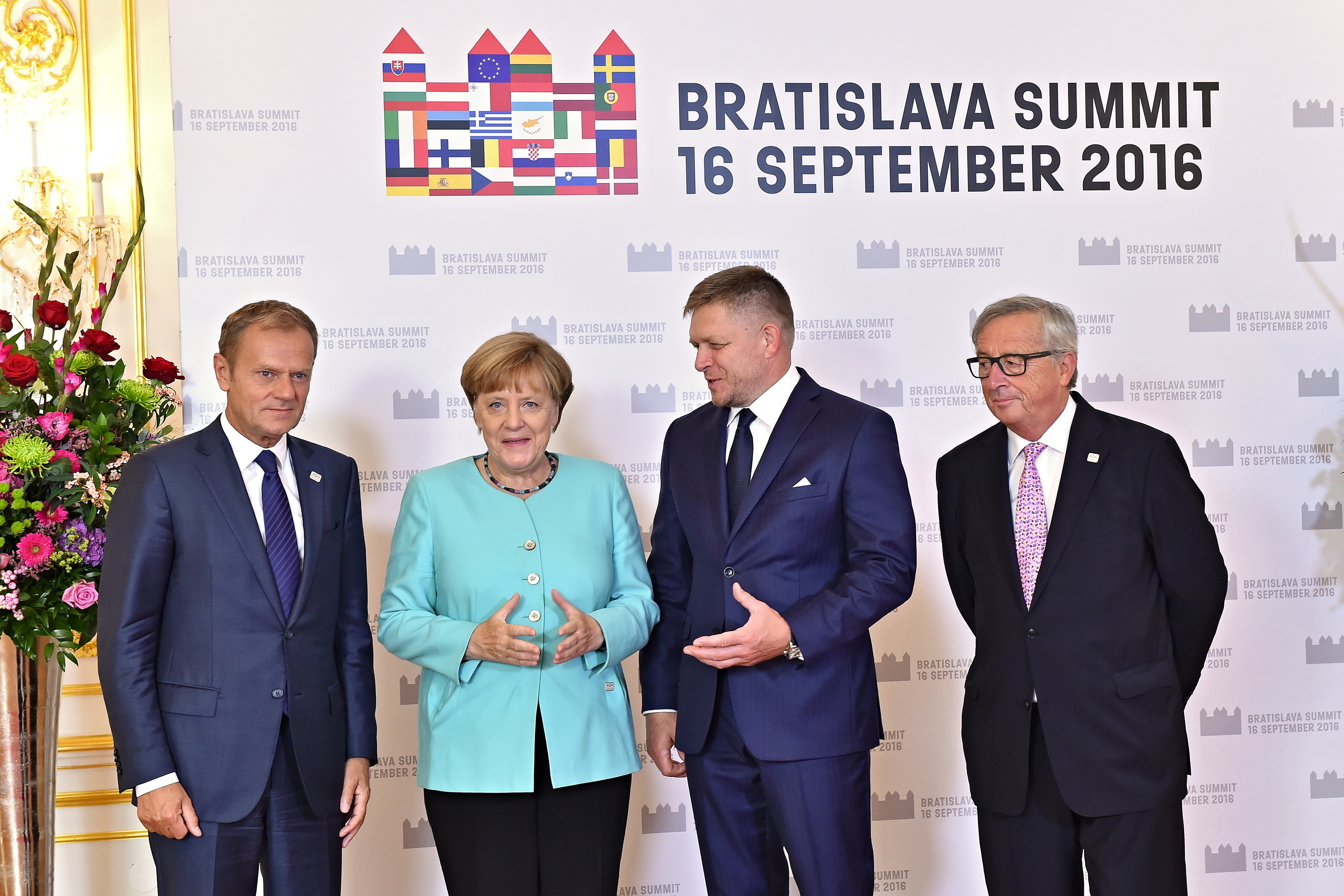
Angela Merkelová v Bratislavě (zleva předseda Evropské rady Donald Tusk, AM, slovenský premiér Robert Fico a předseda Evropské komise Jean Cloude-Junker
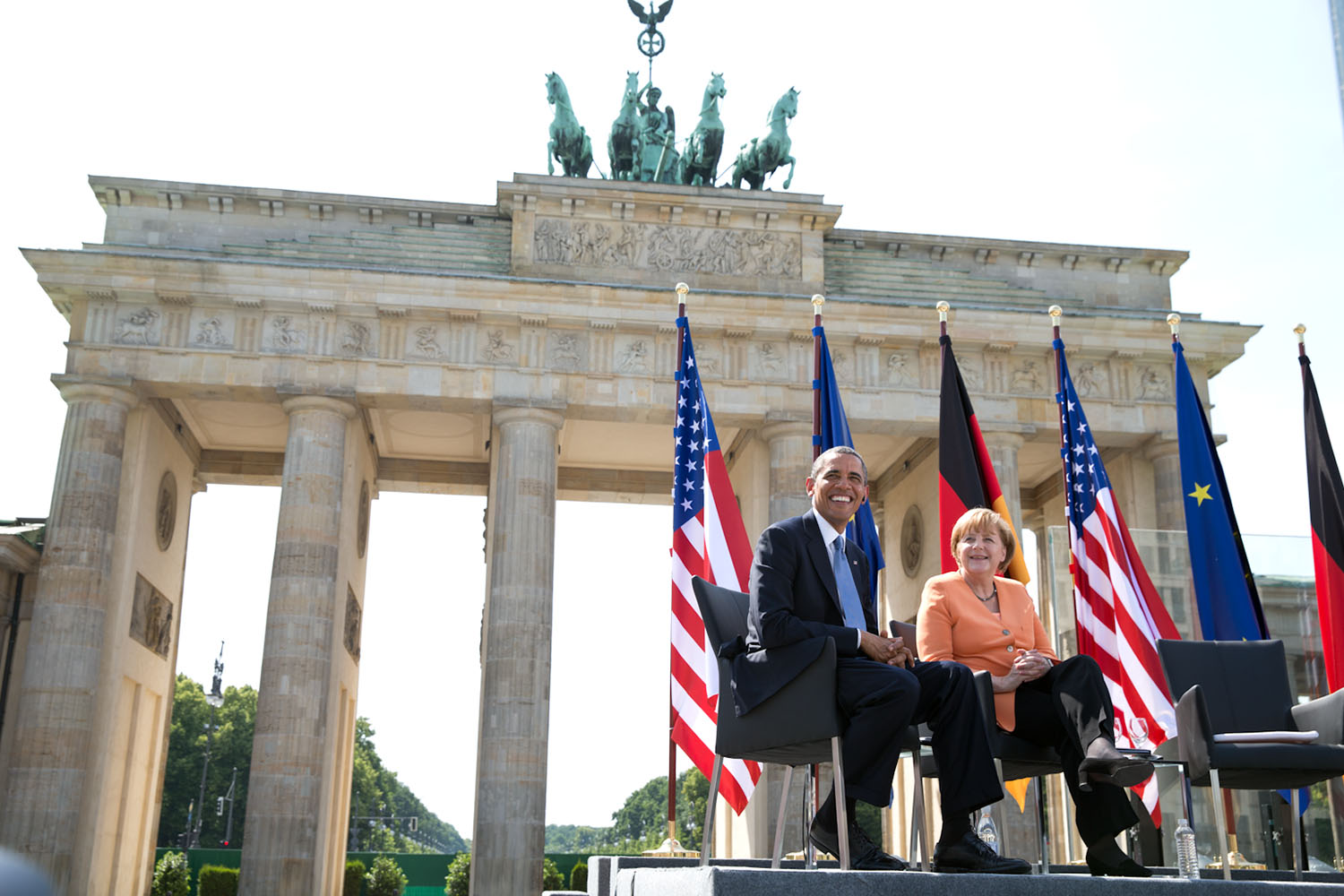
Angela Merkelová s americkým prezidentem Barackem Obamou před Braniborskou branou v Berlíně
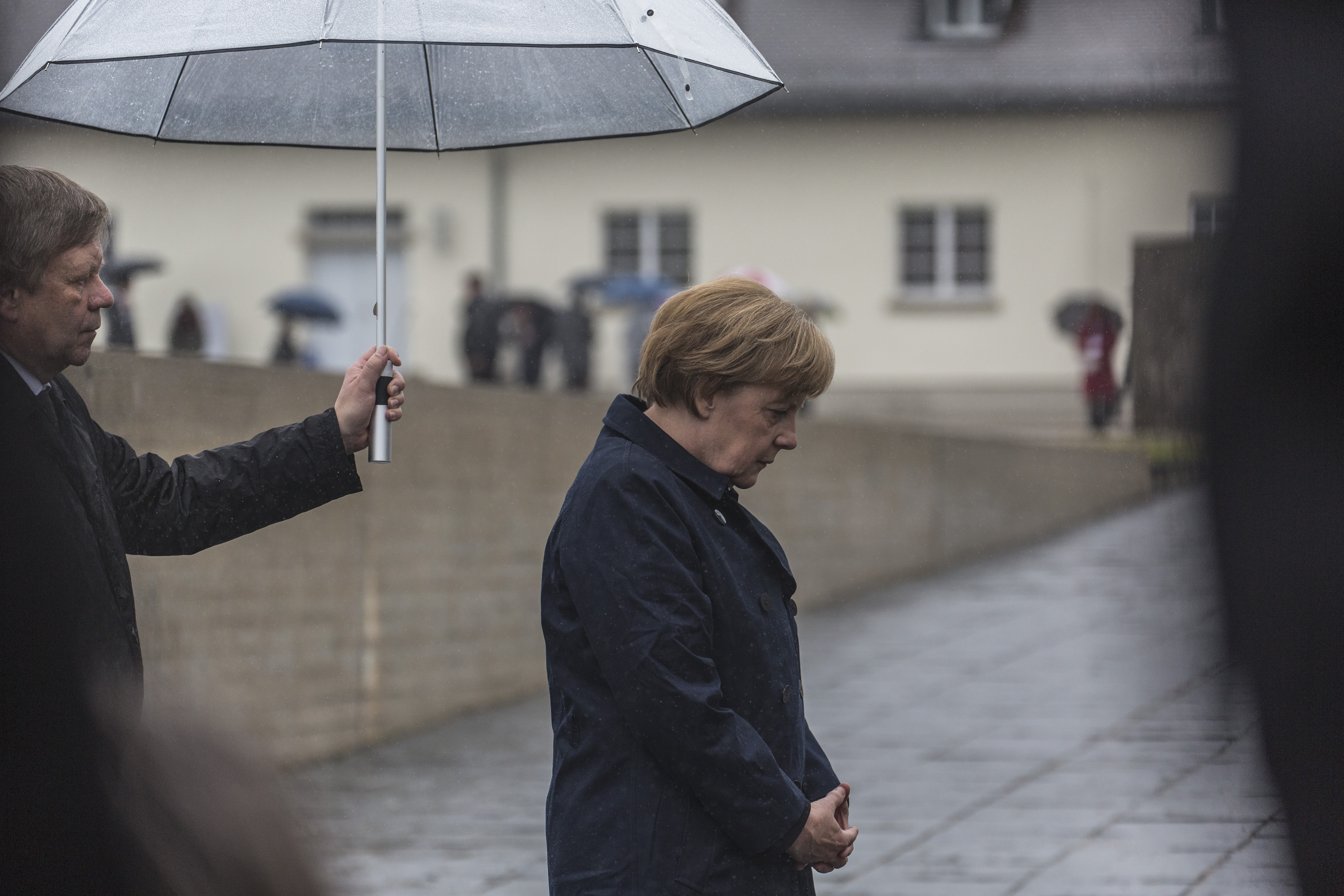
Angela Merkelová při pietním aktu na místě koncentračního tábora Dachau
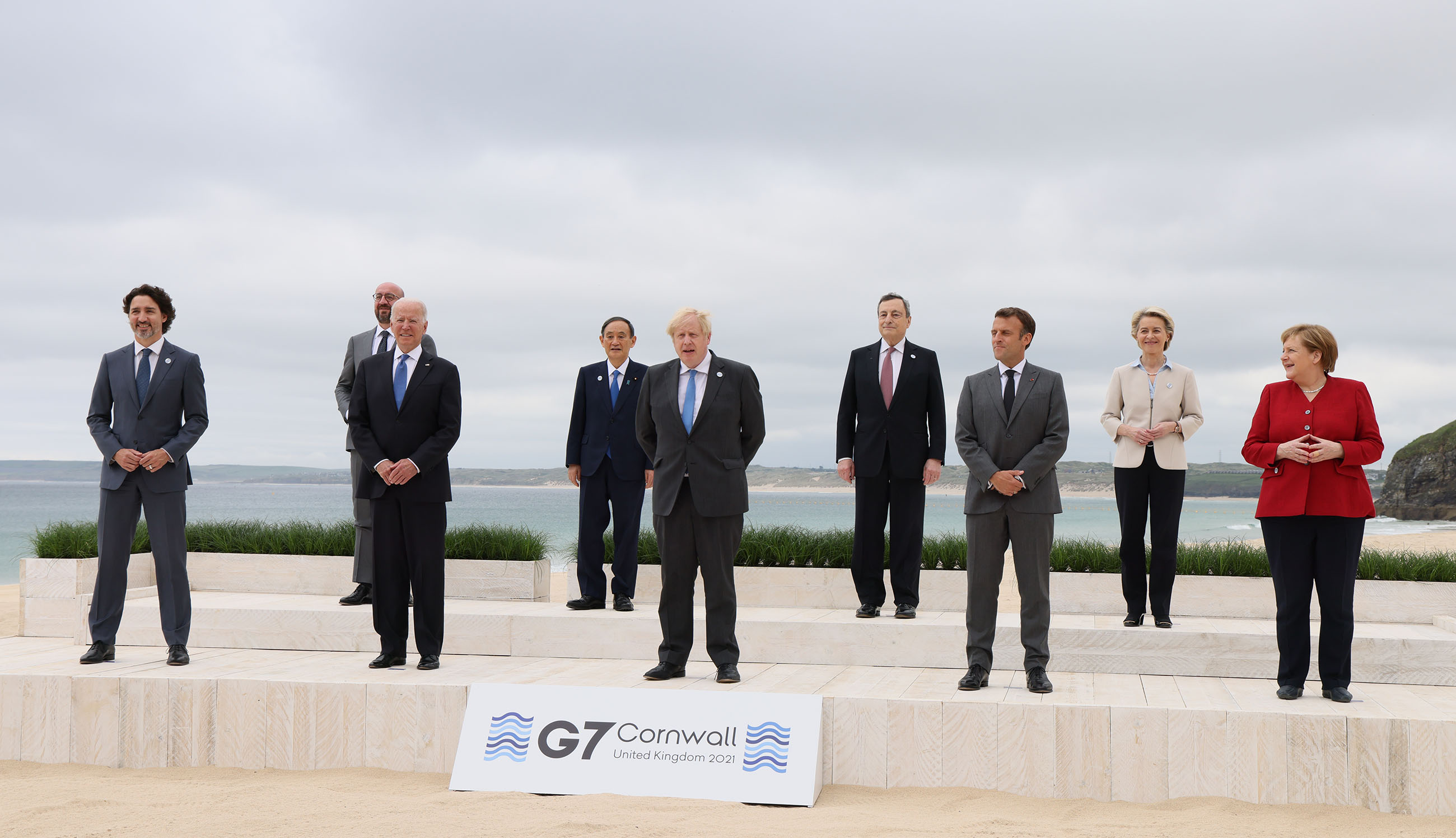
Setkání lídrů G7
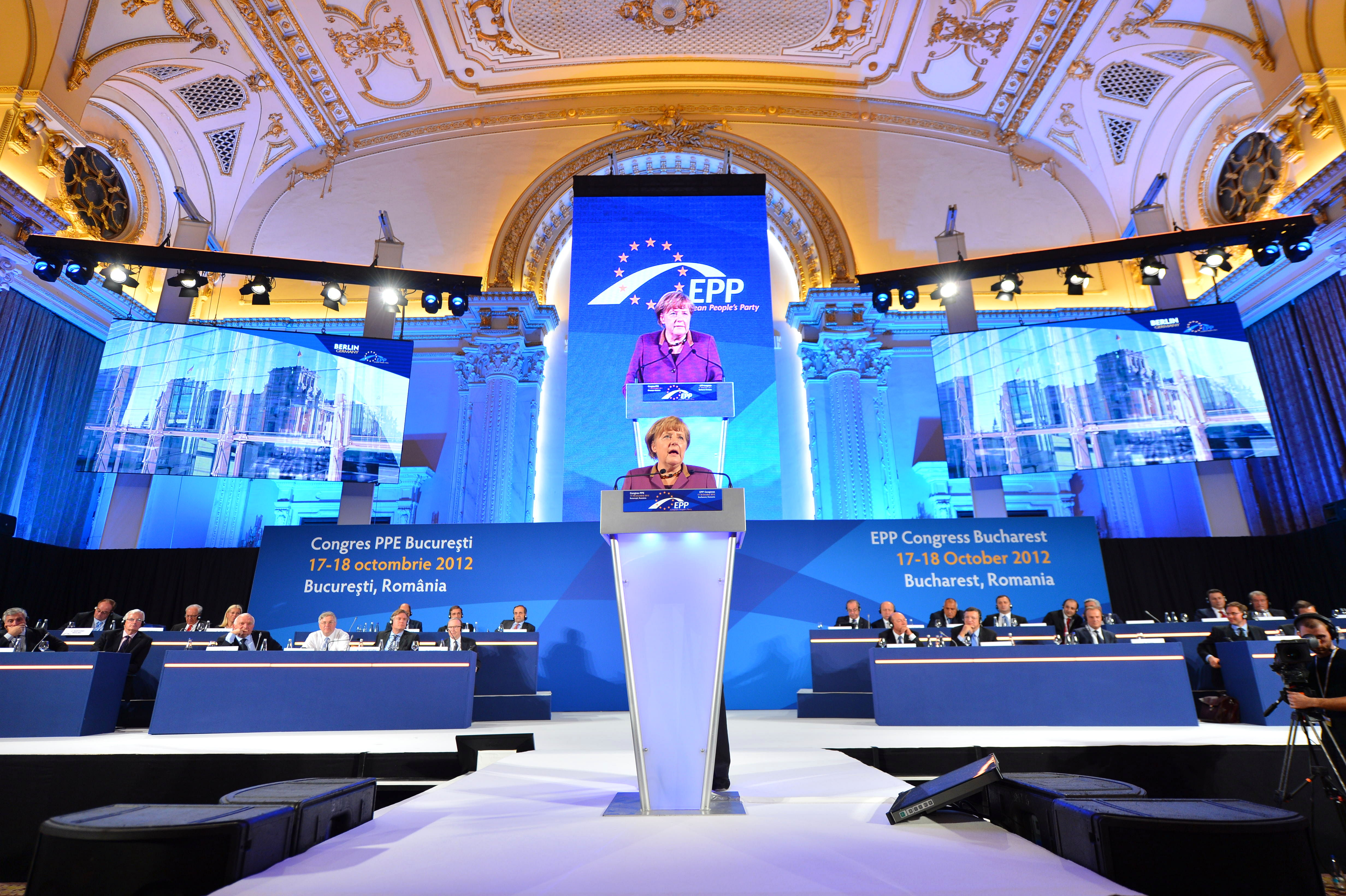
Během projevu na kongresu Evropské lidové strany
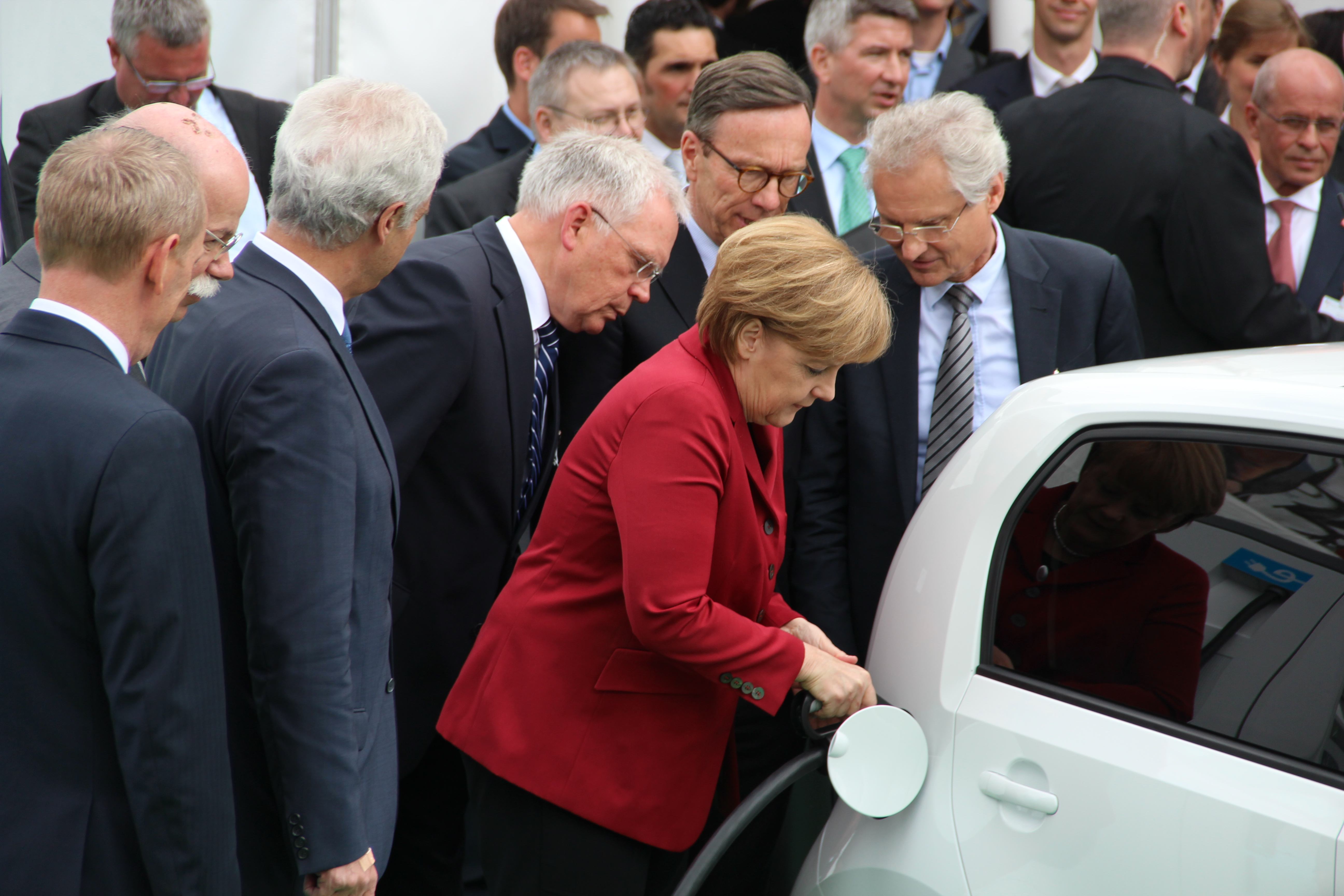
S elektromobilem
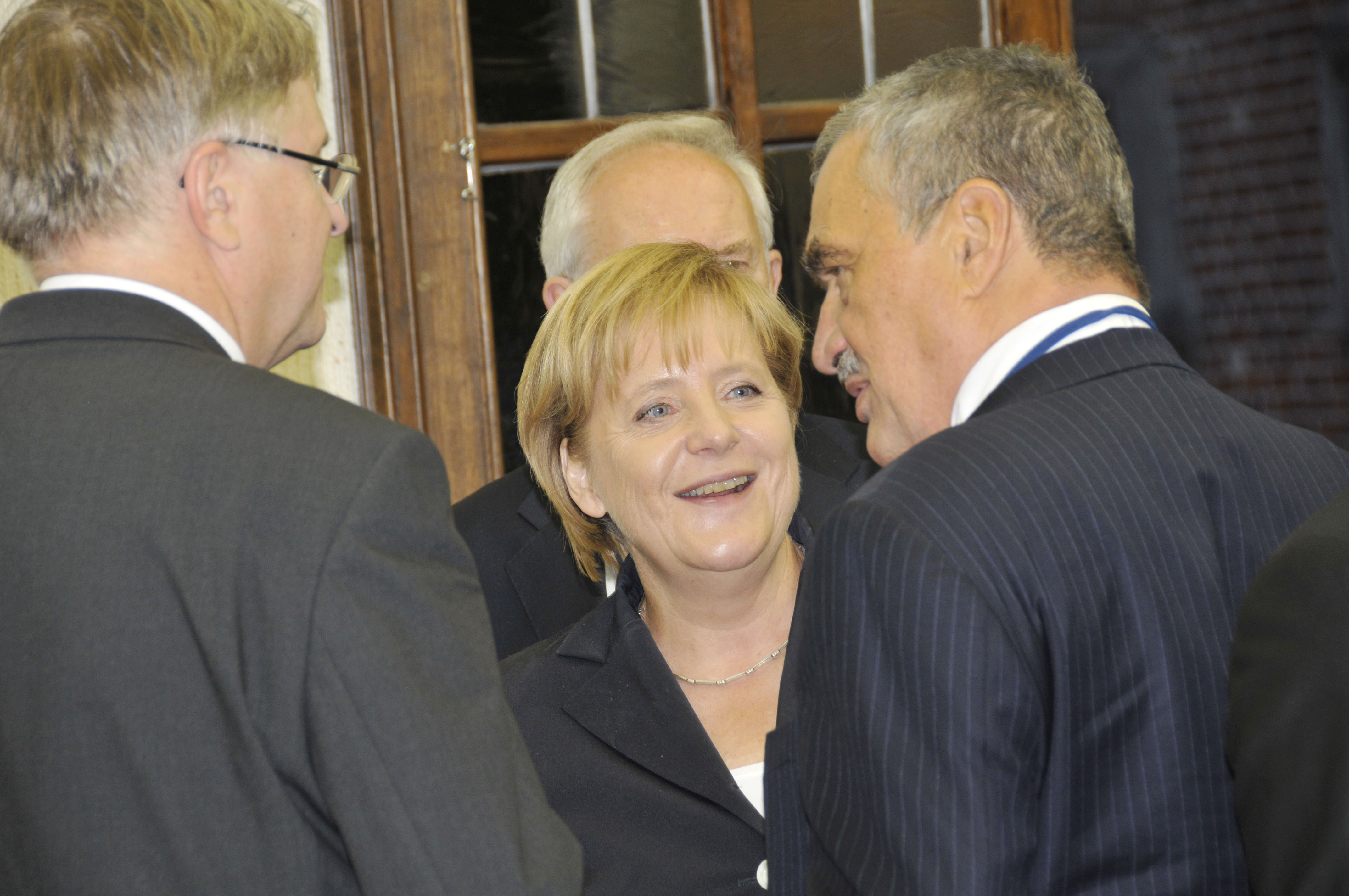
S tehdejším českým ministrem zahraničí Karlem Schwarzenbergem
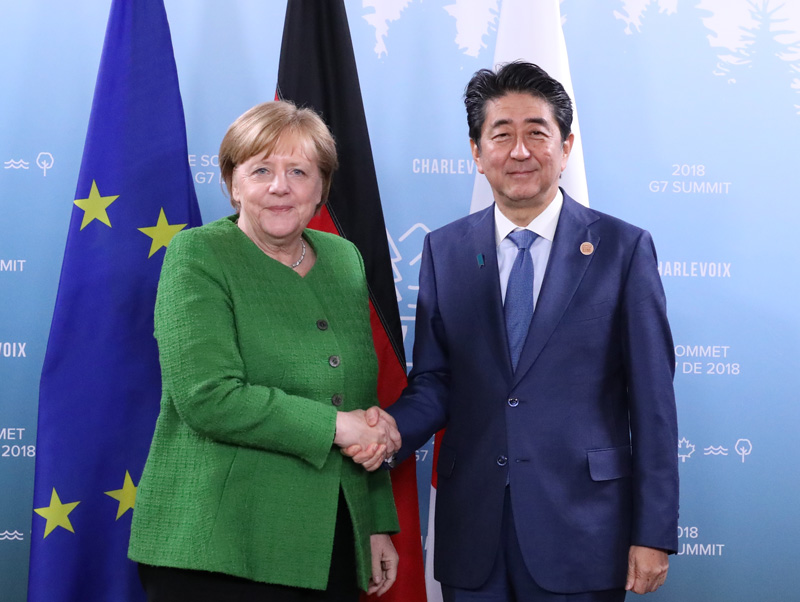
S japonským premiérem Šinzó Abe

## Publikace

### Vědecké publikace
- Angela Merkel, Ilka Böger, Hans Joachim Spangenberg, Lutz Zülicke: Berechnung von Hochdruck-Geschwindigkeitskonstanten für Zerfalls und Rekombinationsreaktionen einfacher Kohlenwasserstoffmoleküle und -radikale, Zeitschrift für physikalische Chemie, 1982, 263 (3), 449-460
- Angela Merkel, Lutz Zülicke: Berechnung von Geschwindigkeitskonstanten für den C-H-Bindungsbruch im Methylradikal, Zeitschrift für physikalische Chemie, 1985, 266 (2), 353-361
- Angela Merkel, Lutz Zuelicke: Nonempirical parameter estimate for the statistical adiabatic theory of unimolecular fragmentation carbon-hydrogen bond breaking in methyl, Molecular Physics, 1987, 60(6), 1379-1393
- Angela Merkel, Zdeněk Havlas, Rudolf Zahradník: Evaluation of the rate constant for the SN2 reaction flouromethane + hydride: methane + fluoride in the gas phase, Journal of American Chemical Society, 1988, 110(25), 8355-8359

### Politické a ostatní publikace
- Der Preis des Überlebens. Gedanken und Gespräche über zukünftige Aufgaben der Umweltpolitik. Stuttgart 1997
- Europa und die deutsche Einheit. Zehn Jahre Wiedervereinigung: Bilanz und Ausblick. Freiburg 2000
- Mein Weg. Ein Gespräch mit Hugo Müller-Vogg. Aktualisierte Ausgabe, Hamburg, Hoffmann und Campe, 2005
- Svoboda. Překlad Michaela Škultéty. [s.l.]: Práh, 2024. 664 s. ISBN 978-80-7696-038-1.